# Катарина Ле Мор
Катарина Ле Мор је била француска племкиња из Кнежевине Ахаје. Била је де факто бароница од Аркадије и дама од Сен Совера. Била је најстарија ћерка Ерарда III Ле Мора, барона Аркадије. Имала је две сестре, Луси и Мари и брата који је умро млад. Крајем 14. века Катарина се удала за барона Андроника Асена Закарију, главу велике ђеновљанске династије Закарија од Ахаје. Барон Андроник је био један од најјачих људи у кнежевини Ахаји као велики констабл Ахаје и барон од ЧаландриКе, Естамире и Лизареје.
Баронеса Катарина, као и друге принцезе у историји кнежевине Ахаје, као што су кнегиња Изабела Вилардуен или кнегиња Матилда од Еноа, била је једна од најпожељнијих невеста, пошто је била наследница Аркадије, а многи су лордови желели да додају њене земље свом домену путем брачне заједнице. Обред венчања са бароном Андроником био је грчки православни обред.
Права барона Андроника Закарија и баронесе Катарине Закарија над Аркадијом оспорили су Јован Ласкарис Калоферос, муж њене сестре Луси Ле Мор и њихов син и наследник Ерард Ласкарис. Барон Ерард III је свом зету Јовану надокнадио новцем и кућом у Модону. После 1388. године, у наратив Морејске хронике додат је ламент о смрти  барона Ерарда III Ле Мора, који су вероватно извршили чланови баронове породице релативно брзо након смрти, вероватно у окружењу баронесе Катарине.и барона Андроника Асена Закарије.
Баронеса Катарина и барон Андроник имали су четири сина:
- Центурионе II (умро 1432. године): Барон од Чаландрике и Баиле своје тетке кнегиње Марије II Закарије Сан Суперано. Краљ Ладислав I од Напуља је 1404. године, именовао и потврдио Центуриона II за кнеза Ахаје.
- Ерард IV од Аркадије: барон Андроник и баронеса Катарина су оставили баронију Аркадију Ерарду IV којег је баронеса Катарина крстила по свом оцу. Када је барон  Ерард IV умро, Аркадија је прешла у посед његовог најстаријег брата кнеза Центуриона II.
- Бенедикт: мало се зна о Бенедикту. Године 1418. био је присутан у Гларенци и бранио град од снага Оливијеа Франка. Франко га је затворио и потом откупио.
- Стефан (умро 1424. године): латински архиепископ Патра. Носио је име по Стефану Ле Мору, Катаринином деди.